# Busta Rhymes
Busta Rhymes, född 20 maj 1972 i Brooklyn, New York som Trevor Tahiem Smith Jr, är en amerikansk hiphopmusiker. 
När han var 12 år gammal flyttade han med sina jamaicanska föräldrar till Uniondale, en New York-förort belägen på Long Island. Han gick på George Westinghouse High School Downtown Brooklyn, där också Notorious B.I.G. och Jay-Z studerade.
Busta Rhymes musikkarriär började när han blev medlem i Leaders of the New School tillsammans med sina kompisar C. Brown, Dinco D och Cut Monitor Milo.
Busta Rhymes debutsoloalbum "The Coming" släpptes av Elektra Records 1996. Han är nu medlem i gruppen Flipmode Squad. Busta Rhymes har också medverkat som sig själv i TV-spelet Def Jam: Fight for NY. Han har även medverkat i filmen Shaft.
I maj 2008 var det tänkt att Busta Rhymes skulle delta i programmet "Debatt" på SVT, med anledning av svenska polisens narkotikatillslag mot honom under hans besök i Sverige, men hans skivbolag förbjöd honom att tala om saken i svenska medier.

## Diskografi
- 1996: The Coming
- 1997: When Disaster Strikes
- 1998: Extinction Level Event (Final World Front) E.L.E.
- 2000: Anarchy
- 2001: Genesis
- 2002: It Ain't Safe No More
- 2006: The Big Bang
- 2009: Back On My B.S.
- 2012: Year of the Dragon
- 2020: Good God All Mighty